# Championnat de Belgique féminin de handball de deuxième division 2025-2026
 (juillet 2025).
Si vous disposez d'ouvrages ou d'articles de référence ou si vous connaissez des sites web de qualité traitant du thème abordé ici, merci de compléter l'article en donnant les références utiles à sa vérifiabilité et en les liant à la section « Notes et références ».
Navigation
2024-2025 2026-2027
La saison 2025-2026 du Championnat de Belgique féminin de handball de deuxième division est la 46e saison de la plus haute division belge de handball.

## Déroulement

### Réglements[1]
Le championnat de Division 2 est disputé par 12 équipes sur un championnat en match aller/retour de 22 journées. En fonction du classement, :
- l'équipe classée à la 1re place se voit attribuer le titre de champion de Belgique de Division 2 et est promue en 2026-2027
- les équipes classées à la 9e et 9e place disputent un barrage de maintien sous forme de mini-championnat avec les 2 premières équipes éligibles à la montée provenant des Ligues de D1 LFH et Superliga VHV.
- les équipes classées à la 11e et 12e place descendent dans la 1re division de leur Ligue (D1 LFH ou Superliga VHV)

Le championnat de Division 2 passera à 10 équipes lors de la saison 2026/2027. Le barrage de maintien pour la Division 2 2026-2027 se déroulera sur 3 journées de compétition en aller-simple. Les équipes classées aux 1re et 2e places évolueront en Division 2  pour la saison 2026-2027, tandis que les équipes classées 3e et 4e évolueront dans les compétitions de leur Ligue (D1 LFH ou Superliga VHV)
Dames.
Le classement est calculé avec le barème de points suivant :
- la victoire vaut deux points,
- le match nul vaut un point,
- la défaite vaut zéro point.

Les équipes à égalité sont départagées d'après le score cumulé de leurs deux matches. Si nécessaire, les scores cumulés puis le nombre de buts inscrits face à chacune des autres équipes, selon leur classement, seront utilisés.

### Calendrier
Les principales dates du calendrier sont :
- Week-end du 30 et 31 août 2025 : 1/32e de finale de la Coupe de Belgique
- Week-end du 6 et 7 septembre 2025 : 1re journée du Championnat de Belgique de Division 2
- Week-end du 29 et 30 novembre 2025 : Fin de la phase aller (11e journée) du Championnat de Belgique de Division 2
- Week-end du 6 et 7 décembre 2025 : Début de la phase retour (12e journée) du Championnat de Belgique de Division 2
- Week-end du 15/16 18/19 octobre 2025 : Matchs de qualification pour le Championnat d'Europe 2026 (en Slovénie et à domicile face à l'Allemagne)
- Week-end du 18 février 2026 : 1/2 de finale de la Coupe de Belgique
- Week-end du 4/5 et 7/8 mars 2026 : Matchs de qualification pour le Championnat d'Europe 2026 (contre la Macédoine du Nord à domicile puis à l'extérieur)
- Week-end du 4 ou 5 avril 2026 : Finale de la Coupe de Belgique
- Week-end du 7/8 et 12 avril 2026 : Matchs de qualification pour le Championnat d'Europe 2026 (à domicile face à la Slovénie et en Allemagne)
- Week-end du 2 et 3 mai 2026 : 22e et dernière journée du Championnat de Belgique de Division 2
- Week-end du 9 et 10 mai 2026 : 1re journée du barrage de maintien du Championnat de Belgique de Division 2
- Week-end du 16 et 17 mai 2026 : 2e journée du barrage de maintien du Championnat de Belgique de Division 2
- Week-end du 23 et 24 mai 2026 : 3e journée du barrage de maintien du Championnat de Belgique de Division 2

Parallèlement au championnat est disputée la Coupe de Belgique.

## Saison régulière
Le classement est calculé avec le barème de points suivant :
- la victoire vaut deux points,
- le match nul vaut un point,
- la défaite vaut zéro point.

Au terme de la première phase, l'équipe qui termine à la première place est sacrée champion de Belgique de Division 2 et est promu en Division 1. Les deux dernières équipes sont reléguées en division inférieur. Les équipes à égalité sont départagées d'après le score cumulé de leurs deux matches. Si nécessaire, les scores cumulés puis le nombre de buts inscrits face à chacune des autres équipes, selon leur classement, seront utilisés.

### Classement
| mise à jour: 1er juillet 2025 \| \| Équipe \| Pts \| J \| G \| N \| P \| Bp \| Bc \| Diff \| Dép \| \| -- \| ---------------------- \| --- \| - \| - \| - \| - \| -- \| -- \| ---- \| --- \| \| 1 \| HV Uilenspiegel R \| 0 \| 0 \| 0 \| 0 \| 0 \| 0 \| 0 \| \| - \| \| 2 \| Hestia Bilzen \| 0 \| 0 \| 0 \| 0 \| 0 \| 0 \| 0 \| \| - \| \| 3 \| Sporting Pelt \| 0 \| 0 \| 0 \| 0 \| 0 \| 0 \| 0 \| \| - \| \| 4 \| HC Eynatten-Raeren \| 0 \| 0 \| 0 \| 0 \| 0 \| 0 \| 0 \| \| - \| \| 5 \| United Brussels HC \| 0 \| 0 \| 0 \| 0 \| 0 \| 0 \| 0 \| \| - \| \| 6 \| HC Schoten \| 0 \| 0 \| 0 \| 0 \| 0 \| 0 \| 0 \| \| - \| \| 7 \| HC Pentagoon Kortessem \| 0 \| 0 \| 0 \| 0 \| 0 \| 0 \| 0 \| \| - \| \| 8 \| HBC Izegem \| 0 \| 0 \| 0 \| 0 \| 0 \| 0 \| 0 \| \| - \| \| 9 \| DHC Meeuwen \| 0 \| 0 \| 0 \| 0 \| 0 \| 0 \| 0 \| \| - \| \| 10 \| HBC Evergem \| 0 \| 0 \| 0 \| 0 \| 0 \| 0 \| 0 \| \| - \| \| 11 \| DHC Overpelt rés. P \| 0 \| 0 \| 0 \| 0 \| 0 \| 0 \| 0 \| \| - \| \| 12 \| ROC Flémalle P \| 0 \| 0 \| 0 \| 0 \| 0 \| 0 \| 0 \| \| - \| |                        |     |   |   |   |   |    |    |      |     |
| | Équipe                 | Pts | J | G | N | P | Bp | Bc | Diff | Dép |
| 1 | HV Uilenspiegel R      | 0   | 0 | 0 | 0 | 0 | 0  | 0  |      | -   |
| 2 | Hestia Bilzen          | 0   | 0 | 0 | 0 | 0 | 0  | 0  |      | -   |
| 3 | Sporting Pelt          | 0   | 0 | 0 | 0 | 0 | 0  | 0  |      | -   |
| 4 | HC Eynatten-Raeren     | 0   | 0 | 0 | 0 | 0 | 0  | 0  |      | -   |
| 5 | United Brussels HC     | 0   | 0 | 0 | 0 | 0 | 0  | 0  |      | -   |
| 6 | HC Schoten             | 0   | 0 | 0 | 0 | 0 | 0  | 0  |      | -   |
| 7 | HC Pentagoon Kortessem | 0   | 0 | 0 | 0 | 0 | 0  | 0  |      | -   |
| 8 | HBC Izegem             | 0   | 0 | 0 | 0 | 0 | 0  | 0  |      | -   |
| 9 | DHC Meeuwen            | 0   | 0 | 0 | 0 | 0 | 0  | 0  |      | -   |
| 10 | HBC Evergem            | 0   | 0 | 0 | 0 | 0 | 0  | 0  |      | -   |
| 11 | DHC Overpelt rés. P    | 0   | 0 | 0 | 0 | 0 | 0  | 0  |      | -   |
| 12 | ROC Flémalle P         | 0   | 0 | 0 | 0 | 0 | 0  | 0  |      | -   |

Légende
|   | Champion de Belgique de D2 2026 et promu en Division 1 |
|   | Dispute le barrage de maintien                         |
|   | Relégué en 1re division de LFH (D1) ou VHV (Superliga) |
| R | Relégué de Division 1                                  |
| P | Promu de 1re division de LFH (D1) ou VHV (Superliga)   |

### Matchs
| Résultats (dom.\ext.)                                      | Bil. | Bru. | Eve. | Eyn. | Flé. | Ize. | Kor. | Meu. | Ove. | Pelt | Sch. | Uil. |
| Hestia Bilzen                                              |      | -    | -    | -    | -    | -    | -    | -    | -    | -    | -    | -    |
| United Brussels HC                                         | -    |      | -    | -    | -    | -    | -    | -    | -    | -    | -    | -    |
| HBC Evergem                                                | -    | -    |      | -    | -    | -    | -    | -    | -    | -    | -    | -    |
| HC Eynatten-Raeren                                         | -    | -    | -    |      | -    | -    | -    | -    | -    | -    | -    | -    |
| ROC Flémalle P                                             | -    | -    | -    | -    |      | -    | -    | -    | -    | -    | -    | -    |
| HBC Izegem                                                 | -    | -    | -    | -    | -    |      | -    | -    | -    | -    | -    | -    |
| HC Pentagoon Kortessem                                     | -    | -    | -    | -    | -    | -    |      | -    | -    | -    | -    | -    |
| DHC Meeuwen                                                | -    | -    | -    | -    | -    | -    | -    |      | -    | -    | -    | -    |
| DHC Overpelt rés. P                                        | -    | -    | -    | -    | -    | -    | -    | -    |      | -    | -    | -    |
| Sporting Pelt                                              | -    | -    | -    | -    | -    | -    | -    | -    | -    |      | -    | -    |
| HC Schoten                                                 | -    | -    | -    | -    | -    | -    | -    | -    | -    | -    |      | -    |
| HV Uilenspiegel R                                          | -    | -    | -    | -    | -    | -    | -    | -    | -    | -    | -    |      |
| - Victoire à domicile - Match nul - Victoire à l'extérieur |      |      |      |      |      |      |      |      |      |      |      |      |

### Champion
| Champion de Belgique de D2 2025-2026 - ?e victoire |

## Barrage de maintien
Le barrage est disputé sous forme d'un mini-championnat en match aller simple par le 9e et 10e de Division 2 ainsi que par le 1er (ou de la meilleure équipe pouvant accéder à la D2) de la 1re division des deux ligues de l'URBH : la Ligue francophone de handball et l'Association flamande de handball. Les deux premières équipes sont qualifiées pour la Division 2 2026-2027 tandis que les deux dernières joueront dans la 1re division de leur Ligue respective.

### Classement
|   | Équipe                        | Pts | J | G | N | P | Bp | Bc | Diff | Dép |
| - | ----------------------------- | --- | - | - | - | - | -- | -- | ---- | --- |
| 1 | 9e de saison régulière        | 0   | 0 | 0 | 0 | 0 | 0  | 0  |      | -   |
| 2 | 10e de saison régulière       | 0   | 0 | 0 | 0 | 0 | 0  | 0  |      | -   |
| 3 | Représentant de D1 LFH        | 0   | 0 | 0 | 0 | 0 | 0  | 0  |      | -   |
| 4 | Représentant de Superliga VHV | 0   | 0 | 0 | 0 | 0 | 0  | 0  |      | -   |

|   | Participera à la Division 2 2026-2027                                 |
|   | Participera à la 1re division de leur Ligue (D1 LFH ou Superliga VHV) |
| T | Tenant du titre 2024-2025                                             |
| P | Promu de 1re division de LFH (D1) ou VHV (Superliga)                  |

### Matchs
| Résultats (dom.\ext.)                                      | - | - | - | - |
| 9e de saison régulière                                     |   | - | - | - |
| 10e de saison régulière                                    | - |   | - | - |
| Représentant de D1 LFH                                     | - | - |   | - |
| Représentant de Superliga VHV                              | - | - | - |   |
| - Victoire à domicile - Match nul - Victoire à l'extérieur |   |   |   |   |